# Neumühle (Thannhausen)

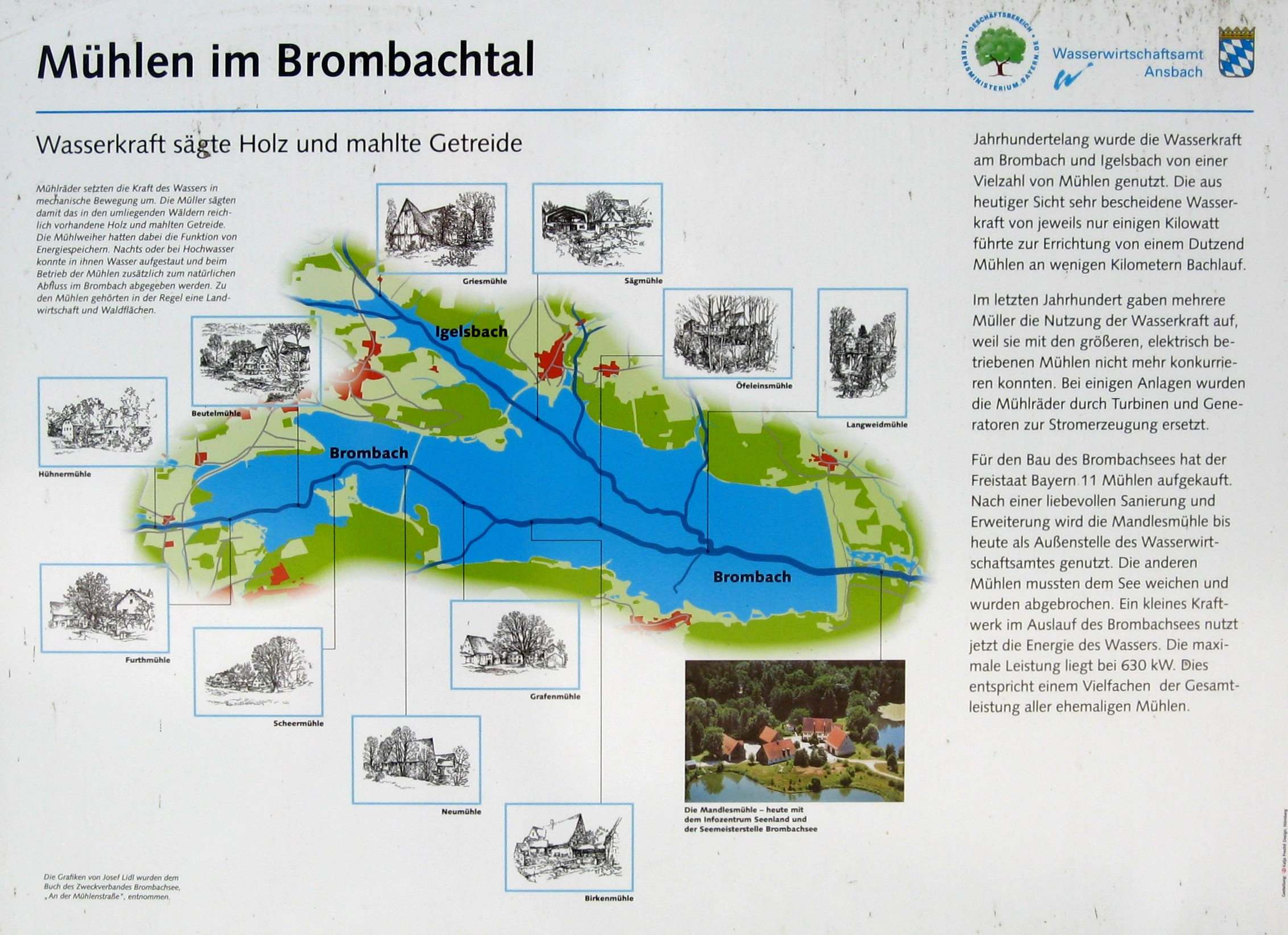
Infotafel am Nordufer des Brombachsees zu den abgegangenen Mühlen

Die Neumühle ist ein abgegangener Gemeindeteil der Gemeinde Thannhausen im früheren mittelfränkischen Landkreis Gunzenhausen. Heute liegt das Gebiet inmitten des Kleinen Brombachsees in der Gemeinde Pfofeld (Landkreis Weißenburg-Gunzenhausen).

## Lage
Die Neumühle lag am Brombach südöstlich von Absberg im Bereich des heutigen Kleinen Brombachsees und nordöstlich des heutigen Naturschutzgebietes „Halbinsel im Kleinen Brombachsee“. Benachbarte, ebenfalls durch den Bau des Stausees abgegangene Mühlen waren die Scheermühle und die Öfeleinsmühle. An der Neumühle führte die Kreisstraße von Gunzenhausen nach Spalt vorbei; von der Kreisstraße zweigte bei der Mühle eine Straße ab, die über die Öfeleinsmühle nach Ramsberg verlief.

## Geschichte
1310 wird die Mühle erstmals erwähnt, als am 25. Juli dieses Jahres Konradus/Chunrat von Absberg (1266–1329) mit Zustimmung seiner Ehefrau Elisabeth die „niwe mvl“ (= Neumühle) „an der Pramach (= Brombach) niderthalbe der Schaere (= Scheermühle)“ mitsamt dem Mühlenweiher an die Deutschordenskommende Ellingen verkaufte. Laut Ortsnamenforscher Robert Schuh könnte der schon im Erstbeleg von 1310 genannte Name „neue Mühle“ darauf hindeuten, dass es sich um die jüngste der am Brombach gelegenen (und zur Gemeinde Thannhausen gehörenden) Mühlen handelte. 1412 ist als Deutschordensuntertan „Haincz der Newmulner an der Pranbach“ genannt, der, von seiner Mühle „zu unbilliger Zeit“ weggezogen, nach einem Schiedsspruch vom 13. Mai des gleichen Jahres in die Mühle zurückkehren musste.
An die Kommende Ellingen war die „Newmühl“ spätestens seit dem frühen 17. Jahrhundert (Beleg von 1608) vogt- und gültbar; die Fraisch war nach einem Beleg von 1612 zwischen dem Deutschen Orden und dem markgräflich-ansbachischen Amt Gunzenhausen strittig. Für 1732 erfährt man, dass die Deutschordensmühle nach Absberg gepfarrt ist und der Zehnt der dortigen Pfarrei gehört; die Vogtei inner Ettern wird vom Deutschen Orden in Ellingen wahrgenommen, während die hohe Fraisch nunmehr eindeutig beim markgräflichen Oberamt Gunzenhausen liegt.
1792 wurde die Einöde mit dem Markgrafentum Ansbach preußisch. Am Ende des Heiligen Römischen Reichs ging sie mit dem ehemaligen Fürstentum Ansbach infolge des Reichsdeputationshauptschlusses 1806 an das neue Königreich Bayern über, wo sie im Landgericht/Rentamt Gunzenhausen ab 1808 dem Steuerdistrikt Absberg, ab 1811 der Ruralgemeinde Absberg und ab 1818 der Ruralgemeinde Thannhausen eingegliedert war.
1925 ging die Neumühle von Karl Vollmer auf die Familie Decker aus Hüttenbach über, die den Mahlbetrieb 1959 aufgab und die Mühle nur noch zur Schrotherstellung für die Landwirtschaft und zur Stromerzeugung für den Eigenbedarf nutzte, bis das Anwesen durch den Freistaat Bayern zum Bau des Kleinen Brombachsees in den 1970er/1980er Jahren aufgekauft wurde.

### Einwohnerzahlen
- 1818: 11 Einwohner[9]
- 1824: 9 Einwohner, 1 Anwesen[9]
- 1867: 9 Einwohner, 2 Gebäude[10]
- 1929: 7 Einwohner[11]
- 1950: 8 Einwohner, 1 Anwesen[9]
- 1961: 3 Einwohner, 1 Wohngebäude[12]
- 1979: 3 Einwohner[13]